# Roy Cotton
Roy William Cotton (Fulham, 14 novembre 1955) è un ex calciatore inglese, di ruolo attaccante.

## Carriera
Dopo aver giocato nelle giovanili del Tottenham nel 1973 si trasferisce al Brentford, con cui all'età di 18 anni esordisce tra i professionisti, giocando 2 partite nella quarta divisione inglese; nell'estate del 1974 si trasferisce al Leyton Orient, in seconda divisione, categoria nella quale durante la stagione 1974-1975 gioca 3 partite senza mai segnare; trascorre in seguito un biennio in quarta divisione all'Aldershot, con cui gioca in totale ulteriori 5 partite in quarta divisione, arrivando così a complessive 10 presenze in carriera nei campionati della Football League.
Trascorre la stagione 1978-1979 giocando in Southern Football League (che all'epoca era ancora una delle principali leghe calcistiche inglesi al di fuori della Football League) con i semiprofessionisti dell'Hillingdon Borough; si trasferisce quindi in Australia, per giocare nella prima divisione locale con il St. George. Milita in questa categoria fino al 1988 quando, all'età di 33 anni, si ritira, vestendo le maglie anche di Sydney Olympic, Wollongong City (in due diversi periodi), Penrith City e nuovamente St George, per un totale di 174 presenze e 47 reti in questo torneo.